# Абрамов Іван Васильович
Абра́мов Іва́н Васи́льович (14 липня 1942 , Камбарка, Удмуртська Автономна Радянська Соціалістична Республіка ) — російський інженер-механік, доктор технічних наук (1984), професор (1987), дійсний член Міжнародної академії інформатизації (1993).
В 1964 році закінчив іжевський державний технологічний універсистет, з 1989 року його ректор. Розробив теорію ефективності експлуатації паперово- та картонноробного обладнання, створив модель надійності технологічної системи безперервної дії, зробив внесок у вирішення проблеми діагностики динамічних систем, автоматизації гідропресових збірних з'єднань з напругою, технології автофретирування напружених з'єднань. Технічні рішення застосовуються в целюлозно-паперовій промисловості.
Автор більш як 100 наукових робіт, в тому числі 5 монографій. Депутат Державної Ради Удмуртії (1995), заслужений діяч науки і техніки Росії (1994).

## Твори
- Эффективность работы бумаго- и картоноделательных машин. М., 1984
- Система планово-предупредительного ремонта обойно-печатного и грунтовального оборудования. М., 1986
- Стратегия инновационного развития общества. Ижевск, 1996